# Касл Хил (Калифорнија)
Касл Хил (енгл. Castle Hill) насељено је место без административног статуса у америчкој савезној држави Калифорнија.

## Демографија
По попису из 2010. године број становника је 1.299.
| Група             | 2000.    | 2010.         |
| Белци             | 0 (0,0%) | 1.043 (80,3%) |
| Афроамериканци    | 0 (0,0%) | 29 (2,2%)     |
| Азијати           | 0 (0,0%) | 110 (8,5%)    |
| Хиспаноамериканци | 0 (0,0%) | 78 (6,0%)     |
| Укупно            | 0        | 1.299         |